# Бер, Паула
Паула Бер (нем. Paula Beer; 23 февраля 1995, Майнц, Германия) — немецкая актриса.

## Биография

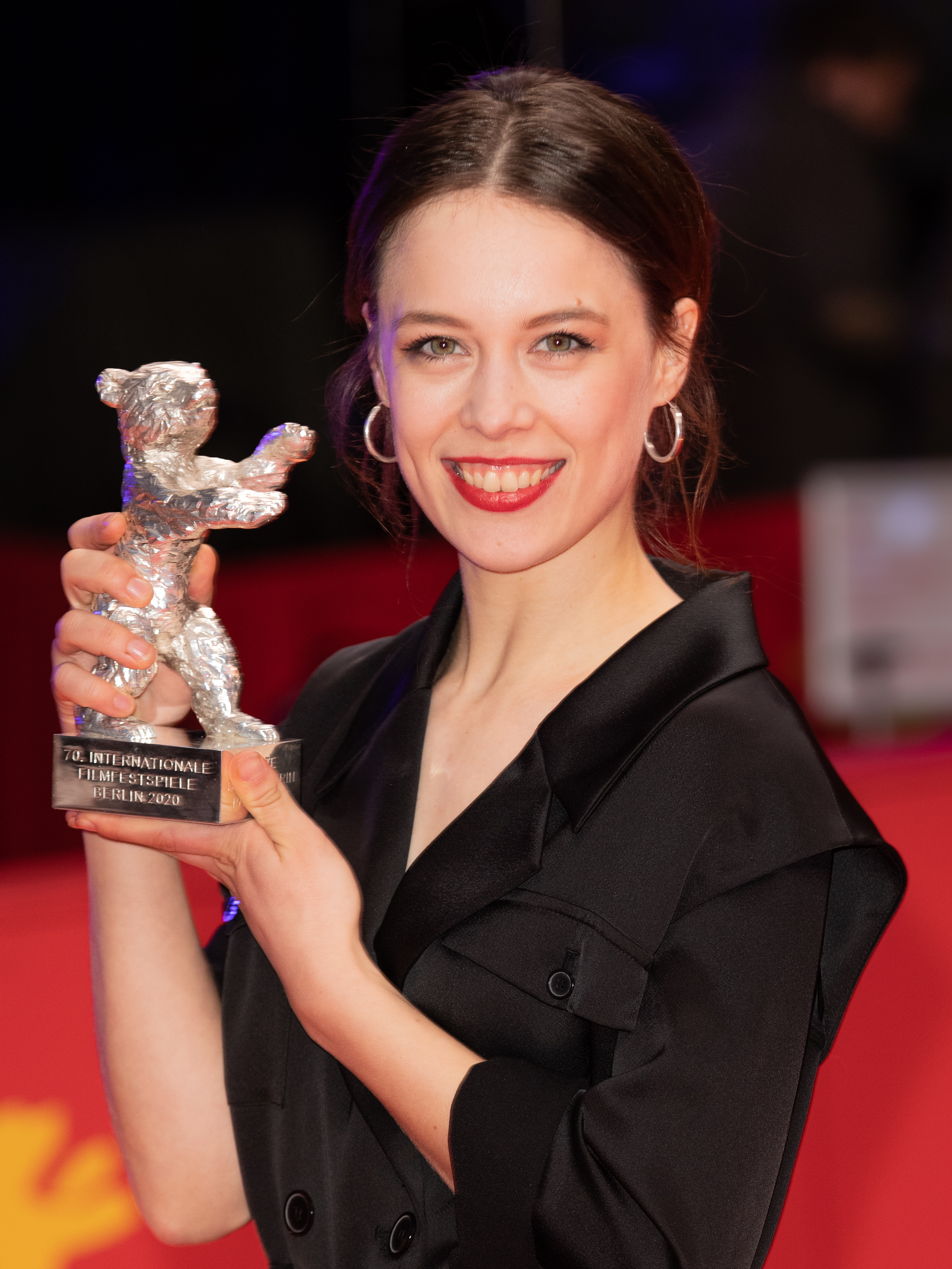
Паула Бер с «Серебряным медведем» Берлинского кинофестиваля 2020 года за лучшую женскую роль в фильме «Ундина»

Паула Бер родилась 23 февраля 1995 года в немецком Майнце, в семье художников. Училась в школе Монтессори, а в 8-летнем возрасте поступила на театральные курсы. Вскоре она начала выступать в молодежном ансамбле театра Friedrichstadt-Palast.
В 2009 году, когда Бер исполнилось 14 лет, её пригласили на кастинг для съёмок в фильме Криса Крауса «Дневники Оды» (нем.  Poll). В кастинге принимали участие 2500 девушек, но роль в фильме получила Паула. В фильме актриса сыграла роль 14-летней Оде фон Сиринга, которая приехала на каникулы в поместье Полл на Балтийском побережье. После выхода фильма в прокат Бер получила хорошие отзывы кинокритиков и получила Баварскую кинопремию в категории «Лучшая молодая актриса».
В 2012 году Бер сыграла роль Софии, герцогини Баварской, в биографическом фильме «Людвиг II». В 2014 году актриса снялась в «Темной долине» Андреаса Прохаска и была номинирована за роль в фильме на получение Австрийской кинопремии как лучшая молодая актриса. В фильме также снимались Сэм Райли, Тобиас Моретти и Томас Шуберт. Фильм был номинирован на премию Европейской киноакадемии и получил награды сразу в нескольких категориях: «Лучшие костюмы», «Лучшая работа художника-постановщика», «Премия жюри за лучшие костюмы» и «Премию жюри за лучшую работу художника-постановщика».
В 2016 году Паула Бер сыграла в фильме Франсуа Озона «Франц» главную роль немки Анны, которая оплакивает своего покойного жениха. За эту роль актриса получила на 73-м Венецианском международном кинофестивале «Премию Марчелло Мастроянни», которая присуждается молодым актерам, и номинировалась на французские кинопремии Люмьер и «Сезар» 2017 в категориях «Лучшая молодая актриса».
В 2018 году 23-летняя актриса исполнила главную роль Элли в изобилующей яркими эротическими сценами исторической мелодраме Флориана Хенкеля фон Доннерсмарка «Работа без авторства» (нем. Werk ohne Autor, в американском прокате — «Никогда не отводи взгляд»). Фильм демонстрируется[кому?][где?] в категории 18+.

## Фильмография
| Год  | Название             | Оригинальное название         | Роль                         |
| ---- | -------------------- | ----------------------------- | ---------------------------- |
| 2010 | Дневники Оды         | Poll                          | Ода фон Зиринг               |
| 2012 | Людвиг Баварский     | Ludwig II                     | Софи                         |
| 2013 | Вкус яблочных семян  | Der Geschmack von Apfelkernen | Розмари                      |
| 2014 | Тёмная долина        | Das finstere Tal              | Луци                         |
| 2014 | Дипломатия           | Diplomatie                    | Ингрид (в титрах не указана) |
| 2015 | Пампа Блюз           | Pampa Blues                   | Лена                         |
| 2015 | 4 Короля             | 4 Könige                      | Алекс                        |
| 2016 | Франц                | Frantz                        | Анна                         |
| 2016 | Смертельные секреты  | Tödliche Geheimnisse          | Тесса Норгрен                |
| 2018 | Работа без авторства | Werk ohne Autor               | Элли Зебанд                  |
| 2018 | Плохие банки         | Bad Banks                     | Яна Ликам                    |
| 2018 | Транзит              | Transit                       | Мари                         |
| 2019 | Зов волка            | Le chant du loup              | Диана                        |
| 2020 | Ундина               | Undine                        | Ундина Вебо                  |
| 2022 | Ваша честь           | Your Honor                    | Ария Сайлович                |
| 2023 | Красное небо         | Roter Himmel                  | Надья                        |
| 2025 | Отражения № 3        | Miroirs No. 3                 | Лора                         |